# Mblamé
Mblamé (ou Blamé) est une localité du Cameroun située dans la commune de Makary, le département du Logone-et-Chari et la Région de l'Extrême-Nord, à proximité de la frontière avec le Nigeria.  

## Population
Lors du recensement de 2005, Mblamé comptait 1 049 habitants.

## Histoire contemporaine
Localité frontalière, Mblamé est confrontée aux incursions du groupe Boko Haram.